# Лежава, Анзор
Анзор Лежава (груз. ანზორ ლეჟავა, 3 сентября 1936, Абашский муниципалитет, Самегрело — Земо-Сванети — 20 марта 1997) — советский баскетболист.

## Биография
Начал играть в баскетбол только в 18-летнем возрасте. Являясь студентом ГПИ, выступал за институтскую команду, выступавшую в высшей лиге. Под руководством М. Е. Кекелидзе быстро прогрессировал.
По окончании института перешёл в «Динамо». В составе «Динамо» становился чемпионом страны, финалистом (1960), где по сумме двух игр проиграли рижскому СКА.
А через два года стал обладателем Кубка европейских чемпионов (1962). В финале против мадридского Реала заработал 16 очков.
В составе «Динамо» — чемпион СССР (1968), трижды (1960, 1961, 1969) вице-чемпион и обладатель третьего места (1965) в чемпионате СССР. Обладатель Кубка СССР (1969).
Привлекался в сборную, в составе которой стал бронзовым призёром чемпионата мира.